# گلدیروکس
سامانتا لوئیز هال (زاده ۳۰ اکتبر ۱۹۸۴)، که بیشتر با نام گلدیروکس شناخته می‌شود، یک دی جی، پخش کننده، روزنامه‌نگار و هنرمند بریتانیایی است.
سام هال، معروف به گلدیروکس، در گیلدفورد، ساری، انگلستان به دنیا آمد. او تک فرزند است. او مدرک کارشناسی خود را در رشته درام و هنرهای تئاتر از کالج گلداسمیتز (دانشگاه لندن) خواند. او برای اولین بار در ۱۶ سالگی کار در روزنامه‌نگاری موسیقی را آغاز کرد و با سالن‌های موسیقی محلی کار کرد و در آنجا اشتیاق خود را به موسیقی زنده و اجرا کشف کرد. سامانتا اکنون با همسرش در رودخانه تیمز زندگی می‌کند.